# Chelonomorpha burmana
Chelonomorpha burmana är en fjärilsart som beskrevs av Embrik Strand 1912. Chelonomorpha burmana ingår i släktet Chelonomorpha och familjen nattflyn. Inga underarter finns listade i Catalogue of Life.